# Élections législatives nigérianes de 2023
Les élections législatives nigérianes de 2023 ont lieu le 25 février 2023 en même temps que l'élection présidentielle et les élections sénatoriales afin d'élire les 360 députés de la chambre des représentants du Nigeria.

## Mode de scrutin
Le Nigéria est doté d'un parlement bicaméral, dit Assemblée nationale, composé d'une chambre basse, la Chambre des représentants, et d'une chambre haute, le Sénat.
La chambre des représentants est composée de 360 sièges pourvus tous les quatre ans au scrutin uninominal majoritaire à un tour dans autant de circonscriptions électorales,.

## Résultats
| Parti                     | Parti                                            | Voix       | %   | Sièges | +/-           |  |
| ------------------------- | ------------------------------------------------ | ---------- | --- | ------ | ------------- |  |
|                           | Congrès des progressistes (APC)                  |            |     | 176    | 26            |  |
|                           | Parti démocratique populaire (PDP)               |            |     | 119    | 7             |  |
|                           | Parti travailliste (LP)                          |            |     | 35     | 34            |  |
|                           | Nouveau parti populaire du Nigeria (NNPP)        |            |     | 19     | Nv.           |  |
|                           | Grande alliance de tous les progressistes (APGA) |            |     | 5      | 5             |  |
|                           | Parti social-démocrate (SDP)                     |            |     | 2      | 1             |  |
|                           | Congrès démocratique africain (ADC)              |            |     | 2      | en stagnation |  |
|                           | Parti des jeunes progressistes (YPP)             |            |     | 2      | Nv.           |  |
|                           |                                                  |            |     |        |               |  |
| Suffrages exprimés        |                                                  |            |     |        |               |  |
| Votes blancs et invalides |                                                  |            |     |        |               |  |
| Total                     | Total                                            |            | 100 | 360    | en stagnation |  |
| Abstentions               |                                                  |            |     |        |               |  |
| Inscrits / participation  | Inscrits / participation                         | 93 469 008 |     |        |               |  |

## Analyse et conséquences
Le scrutin donne lieu à un parlement sans majorité, et le Congrès des progressistes et l'opposition se disputent la présidence de la Chambre. Le 13 juin 2023, Tajudeen Abbas, membre du Congrès des progressistes, est finalement élu à la tête de l'assemblée.